# Acanthostigmella pallida
Acanthostigmella pallida är en svampart som beskrevs av Dennis & M.E. Barr 1977. Acanthostigmella pallida ingår i släktet Acanthostigmella och familjen Tubeufiaceae.   Inga underarter finns listade i Catalogue of Life.